# Samia bouvieri
Samia bouvieri är en fjärilsart som beskrevs av Le Moult. Samia bouvieri ingår i släktet Samia och familjen påfågelsspinnare. Inga underarter finns listade.